# نسل دوم زیست‌سوخت‌ها
نسل دوم زیست‌سوخت‌ها (زیست‌سوخت پیشرفته) (به انگلیسی: Second-generation biofuels)، سوخت‌هایی هستند که می‌توانند از انواع مختلف زیست‌توده غیر غذایی ساخته شوند. در اینجا منظور از زیست‌توده مواد گیاهی و زباله‌های حیوانی است.
نسل اول زیست‌سوخت‌ها از شکرها و روغنهای گیاهی پیدا شده در محصولات غذایی با استفاده از فناوری‌های استاندارد پردازش ساخته می‌شوند. نسل دوم زیست‌سوخت‌ها از انواع مواد اولیه ساخته می‌شوند که باعث استفاده از فناوری متفاوت برای استخراج انرژی مفید می‌شود. نسل دوم مواد اولیه عبارتند از:زیست‌توده لیگنوسلولزیک، محصولات چوبی، بقایای کشاورزی، ضایعات و محصولات انرژی غیر غذایی رشد کرده بر زمین حاشیه‌ای نامناسب برای تولید غذا.
عبارت نسل دوم زیست‌سوخت‌ها برای توصیف کردن فناوری پیشرفته پردازش مواد اولیه به زیست‌سوخت و همچنین توصیف کردن استفاده از محصولات غیر غذایی، زیست‌توده و ضایعات به عنوان مواد اولیه در فناوری استاندارد پردازش زیست‌سوخت استفاده می‌شود. از این رو مهم است که نسل دوم مواد اولیه را از نسل دوم فناوری پردازش زیست‌سوخت تشخیص دهیم.
توسعه نسل دوم زیست‌سوخت‌ها بعد از دو راهی خوراک یا سوخت (خطر تغییر کاربری زمین‌های کشاورزی برای تولید زیست‌سوخت‌ها) تحریک شد. مباحثه زیست‌سوخت و قیمت غذا دارای دیدگاهای گوناگون و بحثی طولانی و بحث‌برانگیز است.

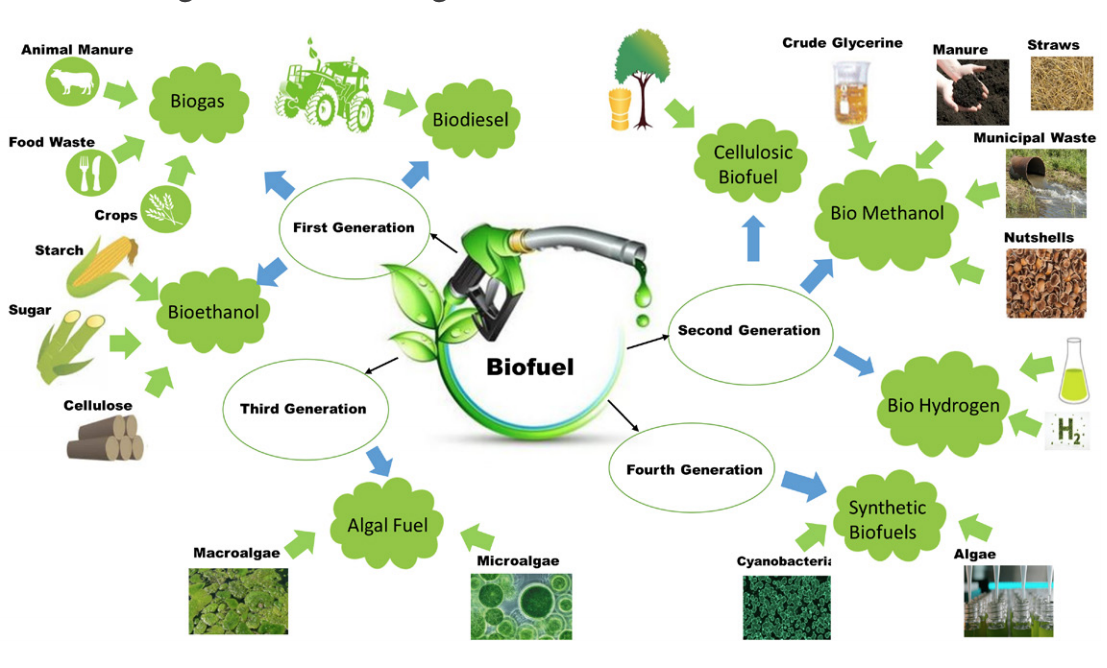
مقایسه نسل‌های زیست‌سوخت‌ها

## معرفی
نسل دوم فناوری زیست‌سوخت به واسطه نگرانی امنیت غذایی ناشی از استفاده محصولات غذایی برای تولید نسل اول زیست‌سوخت توسعه داده شده‌است تا امکان استفاده از مواد اولیه زیست‌سوخت غیر غذایی فراهم شود. انحراف از زیست‌توده غذایی به تولید زیست‌سوخت‌ها می‌تواند سبب رقابت با زمین‌های محصولات غذایی شود.
نسل اول زیست‌اتانول با تخمیر قندهای گرفته شده از گیاه به اتانول تولید می‌شود، با استفاده از فرایند مشابهی که در آبجو سازی و شراب سازی استفاده می‌شود. این امر نیاز به استفاده از محصولات غذایی و علوفه ای مانند: نیشکر، ذرت، گندم و چغندر قند دارد. نگرانی این است که اگر از این محصولات غذایی برای تولید زیست‌سوخت استفاده شود قیمت مواد غذایی می‌تواند افزایش یابد و برخی از کشورها ممکن است با کمبودها مواجه شوند. ذرت، گندم، و چغندر قند نیز می‌توانند به مواد کشاورزی زیادی به صورت کود نیاز داشته باشند که سبب محدود شدن توانایی کاهش گازهای گلخانه ای می‌شود. زیست‌دیزل تولید شده توسط بازیافت روغن کلزا، روغن نخل، یا دیگر روغن‌های گیاهی یک زیست‌سوخت نسل اول محسوب می‌شود.
هدف از فرایندهای زیست‌سوخت نسل دوم گسترش میزان پایایی زیست‌سوخت است که می‌توان با استفاده از زیست‌توده متشکل از بخش‌های غیر غذایی باقی‌مانده از محصولات فعلی، مانند ساقه، برگ و پوست که پس از استخراج محصول غذایی پشت سر گذاشته می‌شوند، و همچنین محصولات دیگری که برای مقاصد غذایی استفاده نمی‌شنود (محصولات غیر غذایی)، مانند چمن‌ترکه، گندمیان، جاتورفا، ذرت کامل، میسکانتوس و غلاتی که دانه کوچک دارند، و همچنین ضایعات صنعتی مانند تراشه‌های چوب، پوست و تفاله از فشار میوه، و غیره به آن رسید.
مشکلی که فرایندهای زیست‌سوخت نسل دوم به آن می‌پردازد، استخراج مواداولیه مفید از زیست‌توده چوبی یا فیبری است، در جایی که قندهای مفید توسط لیگین، همی‌سلولز و سلولز قفل می‌شوند. همه گیاهان حاوی لیگنین، همی‌سلولز و سلولز هستند. این‌ها کربوهیدرات‌های پیچیده‌ای هستند (مولکول‌های مبتنی بر شکر). اتانول‌سلولزیی از آزاد کردن مولکول‌های قند سلولز با استفاده از آنزیم‌ها، گرمایش بخار، و غیره ساخته می‌شود. سپس این قندها را می‌توان به همان روشی که نسل اول زیست‌اتانول تولید می‌شود تخمیر کرد تا اتانول تولید شود. محصول کناری این فرایند، لیگنین است. لیگنین را می‌توان به عنوان یک سوخت کربن‌خنثی برای تولید گرما و قدرت برای کارخانه فرآوری و احتمالاً برای خانه‌ها و کسب و کارهای اطراف آن سوزاند. فرایندهای ترموشیمی (روان‌سازی) در رسانه‌های گرمابی می‌توانند محصولات روغنی مایع را از طیف گسترده‌ای از مواداولیه تولید کنند که پتانسیل جایگزینی یا تقویت سوخت‌ها را دارند. با این حال، این محصولات مایع به استاندارد دیزل یا زیست‌دیزل نمی‌رسند. ارتقاء محصولات روان‌سازی از طریق یک یا بسیاری از فرایندهای فیزیکی یا شیمیایی ممکن است خواص آن‌ها را برای استفاده به عنوان سوخت بهبود بخشد.

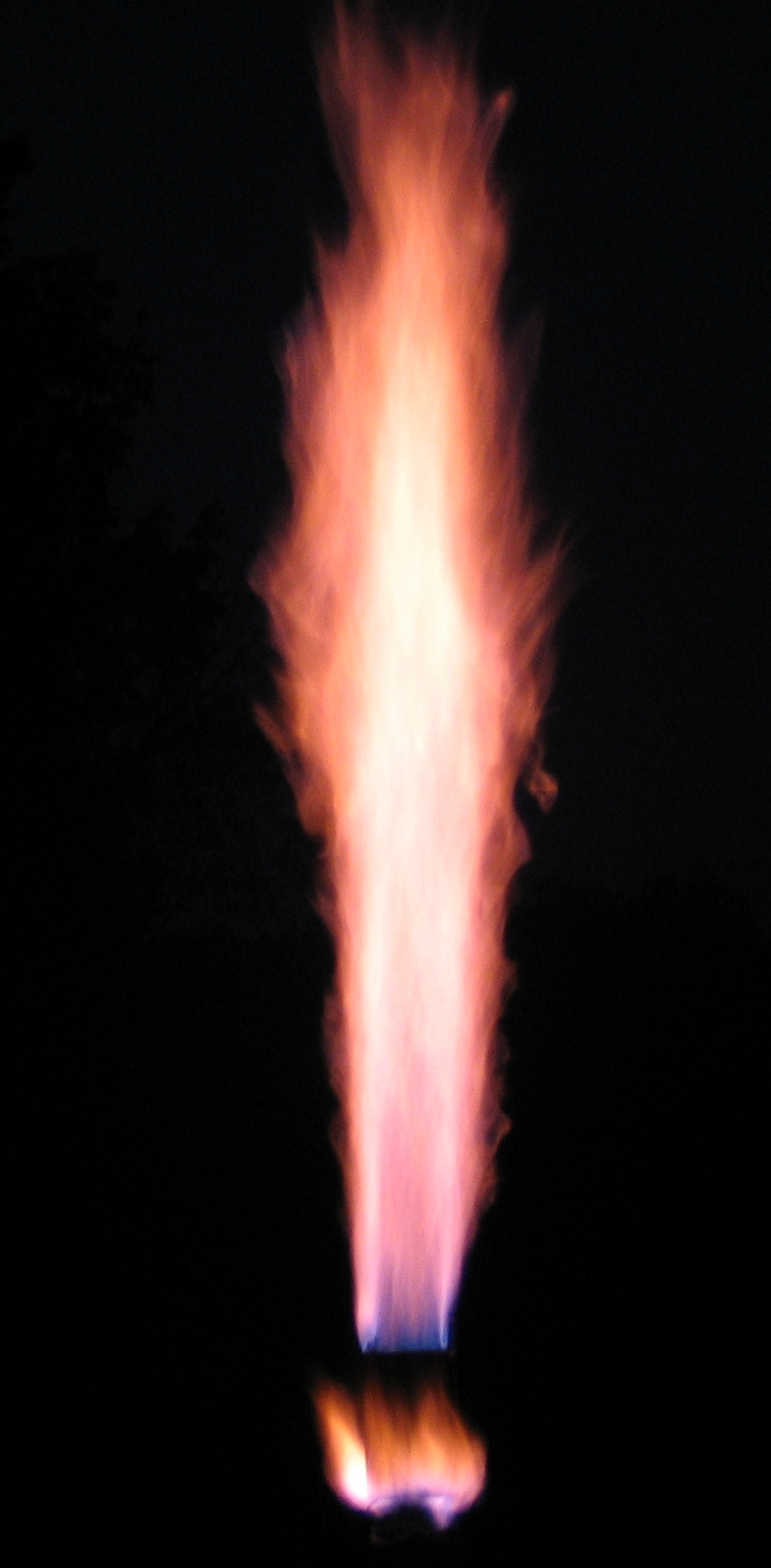
گاز سنتز

## فناوری نسل دوم

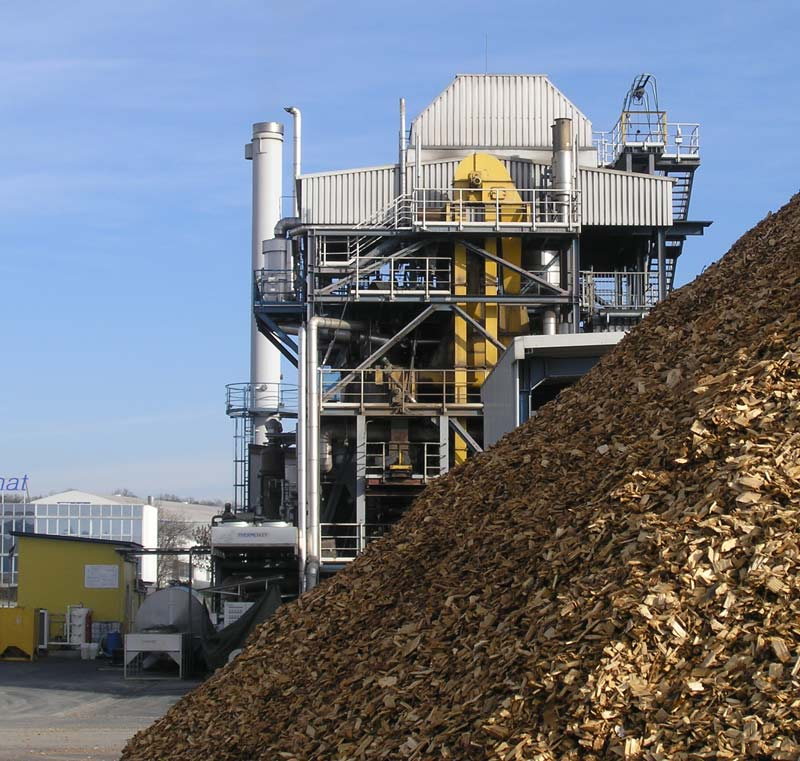
محل تولید نسل دوم زیست‌سوخت‌ها

### مسیرهای ترموشیمی
مواد مبتنی بر کربن را می‌توان در دماهای بالا در غیاب (آذرکافت) یا حضور اکسیژن، هوا و/ یا بخار (گازی‌سازی) گرم کرد.
این فرایندهای ترموشیمی مخلوطی از گازها از جمله هیدروژن، مونوکسید کربن، کربن دی‌اکسید، متان و دیگر هیدروکربن‌ها، و آب پس می‌دهد. آذرکافت یک چار جامد نیز تولید می‌کند. گاز را می‌توان تخمیر کرد یا از نظر شیمیایی به طیفی از سوخت‌ها از جمله اتانول، دیزل مصنوعی، بنزین مصنوعی یا سوخت جت سنتز کرد.
همچنین فرایندهای دمای پایین در منطقه ۱۵۰–۳۷۴ درجه سانتی گراد وجود دارد که با تجزیه زیست‌توده در آب با یا بدون افزودنی، قند تولید می‌کند.

### گازی‌سازی
فناوری‌های گازی‌سازی برای مواد اولیه معمولی مانند زغال سنگ و نفت خام تثبیت شده‌اند. نسل دوم فناوری‌های گازی‌سازی شامل گازی‌سازی از بقایای جنگلی و کشاورزی، ضایعات چوب، کشت زیست‌سوخت و لیکور سیاه است. خروجی به‌طور معمول گاز سنتز است، با سنتز بیشتر مانند محصولات فیشر-تروپش از جمله سوخت دیزل، زیست‌متانول، دی متیل اتر، بنزین از طریق تبدیل کاتالیزوری دی متیل اتر، یا زیست‌متان (گاز ساختگی) می‌شود. گاز سنتز همچنین می‌تواند در تولید گرما و برای تولید قدرت مکانیکی و الکتریکی از طریق موتورهای گازی یا توربین‌های گازی مورد استفاده قرار گیرد.

### آذرکافت
آذرکافت یک تکنیک تثبیت شده برای تجزیه مواد آلی در دماهای بالا در غیاب اکسیژن است. در نسل دوم زیست‌سوخت‌ها از بقایای جنگلی و کشاورزی، زباله‌های چوب و کشت زیست‌سوخت می‌توان به عنوان ماده اولیه برای تولید به عنوان نمونه زیست‌نفت برای کاربردهای سوخت نفت استفاده شود. زیست‌نفت به‌طور معمول به بهسازی بیشتری نیازمند است تا به عنوان یک ماده اولیه پلایشگاه برای جایگزینی نفت خام معرفی شود.

### ترفکشن
ترفکشن یک فرم از آذرکافت در درجه حرارت به‌طور معمول بین ۲۰۰–۳۲۰ درجه سانتی گراد است. مواد اولیه و خروجی همانند آذرکافت است.

### روان‌سازی هیدروترمال
روان‌سازی هیدروترمال فرایندی شبیه به آذرکافت است که می‌تواند مواد مرطوب را پردازش کند. این فرایند به‌طور معمول در دماهای متوسط تا ۴۰۰ درجه سانتی‌گراد و بالاتر از فشارهای جوی رخ می‌دهد. قابلیت رسیدگی به طیف گسترده‌ای از مواد، روان‌سازی هیدروترمال را برای تولید سوخت و خوراک تولید شیمیایی قابل دوام می‌کند.

### مسیرهای زیست‌شیمی
فرایندهای شیمیایی و بیولوژیکی که در حال حاضر در کاربردهای دیگر مورد استفاده قرار می‌گیرند، برای زیست‌سوخت‌های نسل دوم در حال انطباق هستند. فرایندهای زیست‌شیمی به‌طور معمول قبل از درمان را برای تسریع در فرایند هیدرولیز به کار می‌گیرند، که لیگین، همی سلولز و سلولز را از هم جدا می‌کند. هنگامی که این مواد از هم جدا می‌شوند، کسر سلولز را می‌توان به الکل تخمیر کرد.
مواد اولیه: کشت زیست‌سوخت، بقایای کشاورزی و جنگلی، صنایع غذایی و زیست‌پسماند شهری و دیگر زیست‌توده‌های حاوی قند هستند. محصولات شامل الکل (مانند اتانول وبوتانول) و دیگر هیدروکربن‌ها برای استفاده در حمل و نقل است.